# Me & The Rhythm
Me & The Rhythm — песня, записанная американской певицей Селеной Гомес для её второго сольного студийного альбома Revival (2015). Была выпущена 2 октября 2015 года на iTunes и других цифровых носителях в качестве единственного промосингла к альбому. Написана Селеной, Джулией Майклз, Джастином Трентером и их продюсерами — Матиасом и Робином (Mattman & Robin). «Me & The Rhythm» была записана самой последней после просьбы Селены о работе ещё на четыре дня для написания, и впоследствии стала одной из любимых на альбоме.
«Me & The Rhythm» была вдохновлена музыкой в жанрах диско, танцевальной и синти-поп, а также стальными барабанами, глубокими битами, пульсирующими ударными и дымчатыми клавишными в инструментальной версии. В песне поётся о потере себя на танцполе и о возможности быть свободными на мгновения и внутри себя. Композиция была воспринята критиками положительно, они похвалили винтажные звуки диско и знойный вокал Гомес. Селена исполнила песню в качестве попурри с Come & Get It во время выступления на The Today Show.

## Запись и релиз
После неожиданного успеха Good for You в чартах Гомес попросила свой лейбл отложить окончательную миксовку альбома для работы с Джулией Майклз и Джастином Трентером над написанием большего количества песен с того момента как она «стала одержима Джастином и Джулией» и «чувствовала, что мы создавали магию. Джулия чувствовала себя мной, а я чувствовала себя Джулией». Мишель также прокомментировала: «Я думаю, что Селена совсем не похожа на меня и Джастина в том плане, что.… Когда ты находишь то, к чему привязан, это реально и честно, это уже не отпустить. Ты увидишь, где это сможет направить тебя». Её лейбл дал согласие, и они работали ещё четыре дня над тремя другими песнями, две из которых вошли в альбом: Hands To Myself и «Me & The Rhythm», вторая из которых стала последней, записанной для Revival и также как одна и любимых для неё на альбоме. Отрывок композиции вместе с обложкой стал доступен 26 сентября 2015 года. Позже песня была выпущена как первый и единственный промосингл к альбому 2 октября. Во время выступления на The Today Show она исполнила её вместе со своим предыдущим хитом Come & Get It.

## Восприятие критиков
Большинство авторитетных изданий, оценивших песню, назвали её «подходящей для танцевальных клубов».

## Чарты
| Чарт (2015)                                   | Пиковая позиция |
| --------------------------------------------- | --------------- |
| Канада (Billboard Canadian Hot 100)           | 57              |
| Чехия (Singles Digitál Top 100)               | 83              |
| Франция (SNEP)                                | 143             |
| Словакия (Singles Digitál Top 100)            | 68              |
| US Bubbling Under Hot 100 Singles (Billboard) | 6               |